# Stanisław Jełowicki
Stanisław Jełowicki (ur. 30 maja 1899 Wołowska Wieś, zm. 14 marca 1972 w Krakowie) – polski zootechnik, kierownik Zakładu Hodowli Owiec Wyższej Szkoły Rolniczej w Krakowie, prodziekan (1956-1958) i dziekan (1958-1962) Wydziału Zootechnicznego tejże uczelni.
Syn Kazimierza i Wacławy z Ziemiańskich. Urodzony w Wołowskiej Wsi powiat Dolina. Absolwent Wydziału Rolniczo-Leśnego Politechniki Lwowskiej w 1923 r. Prowadził prace hodowlane dotyczące owcy pomorskiej na Kaszubach. W 1945 r. zamieszkał w Krakowie, zawodowo związał się z Wydziałem Rolnym Uniwersytetu Jagiellońskiego. W 1950 na Wydziale Rolniczym Uniwersytetu i Politechniki we Wrocławiu obronił pracę doktorską pt. „Studia nad owcą merynosową, oparte na badaniach pokroju i użytkowości pogłowia owiec zarodowych w Mołnie, Wichorzu i Łęgach”. W 1955 r. uzyskał stanowisko zastępcy profesora w Wyższej Szkoły Rolniczej w Krakowie oraz został kierownikiem Zakładu Hodowli Owiec tejże uczelni. W 1956 prowadził wykłady w Pekinie, które opublikowano w chińskim „Przeglądzie Zootechnicznym”. 
W roku 1958 został docentem, a w 1963 r. profesorem nadzwyczajnym.
Zmarł bezpotomnie w Krakowie 14 marca 1972, spoczywa na cmentarzu Rakowickim (kw. LXXIII, rz. 17. gr. 18).

## Członkostwo
- Członek korespondent Polskiej Akademii Nauk[2]
- Członek Zarządu Głównego Polskiego Tow. Zootechnicznego
- Członek Europejskiej Federacji Zootechnicznej w Rzymie
- Członek Komitetu Nauk Zootechnicznych Polskiej Akademii Nauk
- Członek Komisji Nauk Rolniczych i Leśnictwa oddziału Polskiej Akademii Nauk w Krakowie

## Odznaczenia
Uzyskane odznaczenia:
- Medal X-lecia Polski Ludowej
- Złoty Krzyż Zasługi
- Krzyż Kawalerski Orderu Odrodzenia Polski